# Sandra Bingenheimer
Sandra Bingenheimer (3 de junio de 1987) es una deportista alemana que compitió en esgrima, especialista en la modalidad de florete. Ganó dos medallas en el Campeonato Europeo de Esgrima, plata en 2010 y bronce en 2011.

## Palmarés internacional
| Campeonato Europeo | Campeonato Europeo      | Campeonato Europeo | Campeonato Europeo  |
| Año                | Lugar                   | Medalla            | Prueba              |
| ------------------ | ----------------------- | ------------------ | ------------------- |
| 2010               | Leipzig (Alemania)      | Medalla de plata   | Florete por equipos |
| 2011               | Sheffield (Reino Unido) | Medalla de bronce  | Florete por equipos |